# Eduard Vogel von Falckenstein
Eduard Ernst Friedrich Hannibal Vogel von Fal(c)kenstein (5 de enero de 1797 - 6 de abril de 1885) fue un general de infantería prusiano.

## Biografía
Vogel von Falckenstein nació en Breslau en la Silesia prusiana siendo hijo de Hannibal Vogel von Falckenstein (1750-1808). El 9 de abril de 1829 se casó con Luise Gärtner (21 de enero de 1813 - 24 de agosto de 1892) en Treuenbrietzen. Su hijo mayor, Maximilian, también fue nombrado general prusiano.
Después de una educación preliminar, Falckenstein entró en el Ejército prusiano como voluntario Jäger en 1813 durante la Sexta Coalición, distinguiéndose en Montmirail. Ascendido a mayor en 1841, fue herido durante las luchas callejeras en Berlín durante las revoluciones de 1848. Después luchó en Holstein durante la primera guerra de Schleswig, convirtiéndose en el comandante del Batallón de Rifles de Guardias (Garde-Schützen-Bataillon). Fue nombrado Jefe del Estado Mayor del III. Cuerpo de Ejército en 1850.
Falckenstein fue promovido a coronel (Oberst) en 1851 y a mayor general en 1855. Sirvió como Director del Departamento Económico del Ejército desde 1856-58; al año siguiente fue promovido a teniente general, y situado al mando del V. Cuerpo de Ejército (Armeekorps).
Al inicio de la Segunda Guerra de Schleswig, Falckenstein sirvió en el estado mayor de Friedrich Graf von Wrangel, pero fue remplazado por Helmuth von Moltke después de que Edwin Freiherr von Manteuffel presionara al Ministro Prusiano de Guerra, Albrecht von Roon. Se le concedió la Pour le Mérite el 22 de abril de 1864, y fue nombrado Gobernador de Jutlandia el 30 de abril. Recibió el comandamiento del VII. Cuerpo de Ejército después de la guerra y fue ascendido a general en 1865.
La guerra austro-prusiana estalló en 1866, y Falckenstein comandó las fuerzas de Prusia en el oeste de Alemania. Mientras que el grueso del Ejército Prusiano invadía Sajonia y Bohemia para combatir al Imperio austríaco, las tropas de Falckenstein debían de hacer frente a los aliados de Austria: al norte del río Meno se encontraban las tropas de Hanóver y Hesse-Kassel, mientras al sur del Meno se encontraban las fuerzas de Baviera, Baden, Wurtemberg y Hesse-Darmstadt.
A su disposición, Falckenstein tenía tres divisiones de tropas, muchos de los cuales no eran soldados del frente, y consistían en su lugar de Landwehr prusianos, tropas de guarnición, o de aliados del norte de Alemania. Con inicio el 15 de junio, la división del "Cuerpo de Manteuffel" y la División Goeben invadieron Hanóver, mientras que la División Beyer en Wetzlar invadía Hesse-Kassel. Aunque las ciudades de Hannover y Kassel cayeron a manos de los prusianos, los ejércitos de estos Estados huyeron en una tentativa de unirse a los bávaros, quienes avanzaban lentamente hacia el norte y eran reticentes a cruzar el río Meno.
El liderazgo de Falckenstein fue mediocre durante la campaña. Las tropas hanoverianas y hessianas sistemáticamente destruyeron las líneas férreas durante su retirada, mientras que Falckenstein se retrasaba en perseguirlos, prefiriendo en su lugar dejar a sus tropas descansar en Hannover. Finalmente dirigió sus tres divisiones a Gotinga, incluso después de saber que los aliados de los austríacos habían abandonado la ciudad. Moltke ordenó a Falckenstein acabar con el ejército hanoveriano, pero Falckenstein quería que la falta de suministros forzara al general Friedrich von Arentschildt y al rey Jorge V de Hanóver a rendirse. Después de perder contacto con los hanoverianos el 22 de junio y sobre aviso de Otto von Bismarck, empezó a marchar hacia el sur de Fráncfort para prevenir la unión de las desorganizadas fuerzas de la Confederación Germánica que lideraba Austria.
Moltke y el rey Guillermo I de Prusia estaban furiosos con la interferencia de Bismarck y la lentitud de Falckenstein, ordenando al general atacar a las fuerzas de Hanóver vigorosamente. No obstante, el ejército de Arentschildt sufrió mucho por la falta de suministros, y fue arrinconado en Langensalza en la Sajonia prusiana por el avance de las tres divisiones de Falckenstein desde el norte y, organizado por Moltke, 9000 tropas al mando del General Eduard von Flies desde Gotha en el sur.
Falckenstein empezó a preparar el ataque contra el ejército hanoveriano de Arentschildt después de recibir una directiva real de Guillermo I. Flies, sin embargo, a pesar de ser sobrepasado en número en una relación de dos a uno, avanzó por su propia iniciativa contra Arentschildt el 27 de junio. Los prusianos de Flies fueron derrotados en la batalla de Langensalza, pero los hanoverianos fueron incapaces de capitalizar su victoria. Las tropas de Falckenstein llegaron al día siguiente, y Arentschildt fue obligado a huir hacia el este en un territorio anillado por los ferrocarriles prusianos, llevando a Hanóver a rendirse en Nordhausen el 29 de junio.
Las fuerzas de Falckenstein lucharon en una serie de combates contra los Estados alemanes del sur y entraron en Fráncfort el 16 de julio. Por causa de diferencias en el Estado Mayor Prusiano, fue obligado a renunciar al mando en favor del General Edwin von Manteuffel y en su lugar fue hecho Gobernador General de Bohemia.
En 1867, Falckenstein fue elegido como un representante de Königsberg para el Reichstag de la Confederación Alemana del Norte. Durante la guerra franco-prusiana de 1870-71, Falckenstein era Generalgouverneur der deutschen Küstenlande (Gobernador General de los Territorios Costeros Alemanes) y residió en Hanóver. Organizó las defensas costeras alemanas y creó un cuerpo de voluntarios Seewehr (milicia naval).
Falckenstein se retiró en 1873. Murió en el Palacio (Schloss) de Dolzig en la Provincia de Brandeburgo.

## Honores y condecoraciones
- Reino de Prusia:[2]
  - Cruz de Hierro, 2.ª Clase, 31 de marzo de 1814 (1813)
  - Caballero de la Orden del Águila Roja, 3.ª Clase con Espadas, 1848; Gran Cruz con Hojas de Roble y Espadas, 3 de agosto de 1866
  - Cruz de Caballero de la Real Orden de Hohenzollern, 18 de enero de 1854
  - Caballero de la Orden de la Corona Prusiana, 1.ª Clase (50 años), 3 de marzo de 1863; con Banda esmaltada del Águila Roja con Hojas de Roble, 1865
  - Pour le Mérite (militar), 22 de abril de 1864
  - Caballero de la Orden del Águila Negra, 8 de abril de 1871; con Collar, 1872
- Imperio austríaco: Gran Cruz de la Orden imperial de Leopoldo, 1864[3]
- Gran Ducado de Hesse: Gran Cruz de la Orden de Felipe el Magnánimo, 5 de febrero de 1861[4]
- Ducado de Nassau: Gran Cruz de la Orden de Adolfo de Nassau, con espadas, febrero de 1861[5]
- Reino de Sajonia: Gran Cruz de la Orden de Alberto, 1861[6]
- Reino de Wurtemberg: Gran Cruz de la Orden de Federico, 1861[7]